# Кан-Коргон
Кан-Коргон (кирг. Кан-Коргон) — село в Кара-Кульджинском районе Ошской области Кыргызстана. Входит в состав Алайкууского айылного аймака.

## География
Село расположено в северо-восточной части области, в высокогорной зоне, на берегах реки Торткуль, вблизи места впадения её в реку Алайку, на расстоянии приблизительно 70 километров (по прямой) к юго-востоку от села Кара-Кульджа, административного центра района. Абсолютная высота — 2291 метр над уровнем моря.

## Население
Согласно оценочным данным Национального статистического комитета Кыргызской Республики, численность населения села на начало 2023 года составляла 2565 человек.
| год     | 2009 | 2014 | 2015 | 2020 | 2021 | 2023 |
| ------- | ---- | ---- | ---- | ---- | ---- | ---- |
| человек | 2154 | 2612 | 2674 | 2527 | 2541 | 2565 |